# Stancea
Stancea – wieś w Rumunii, w okręgu Călărași, w gminie Spanțov. W 2011 roku liczyła 2744 mieszkańców.